# Una piscina senz'acqua
Una piscina senz'acqua (水のないプール, Mizu no nai puuru) è un film del 1982 diretto da Kōji Wakamatsu.
La pellicola appartiene al genere pinku eiga (erotico).

## Trama
Una notte, tornando a casa dal lavoro, un controllore di biglietti assiste ad un tentativo di stupro ai danni di una ragazza. Dopo aver lottato con i balordi ed averli messi in fuga, l'uomo stringe amicizia con la vittima. Il giorno seguente, egli torna alla sua vita regolare, dividendosi tra la monotonia del lavoro e della famiglia, ma in lui qualcosa è cambiato; tutto ora gli appare noioso e senza senso, dopo lo squarcio di carnalità a cui aveva assistito soltanto la notte prima.
Procuratosi un'ingente quantità di cloroformio, l'uomo comincia una nuova vita, volta a sfogare i propri istinti sessuali, repressi per troppo tempo: di notte, invece che andare a lavorare, si serve del cloroformio per addormentare le sue vittime e violentarle all'interno delle loro abitazioni. Si susseguono, notte dopo notte, decine e decine di stupri, finché egli non si innamora di una delle ragazze, una cameriera che abita in un desolato caseggiato affacciato su una piscina vuota.
Gli stupri iniziano a diradarsi, in quanto ora l'unico interesse del protagonista è rivolto alla giovane cameriera, ma l'amore per questa ragazza lo porterà a commettere un errore fatale che lo farà uscire allo scoperto.